# 大峰山脈
大峰山脈（おおみねさんみゃく）は八経ヶ岳を最高峰とする紀伊山地の脊梁をなす山脈である。広義の大峰山は大峰山脈を指す場合もあり、深田久弥の『日本百名山』の「大峰山」は大峰山脈全般に亘って記述されている。東西は熊野川上流の十津川と支流の北山川に挟まれ、北は中央構造線に沿う紀ノ川上流の吉野川に接する。大峰山脈の北端は吉野山となる。

## 概要
奈良県南部の脊梁山脈で南部の一部が和歌山県に属す。近畿地方の高峰が集中するため「近畿の屋根」あるいは「大和アルプス」とも呼ばれ、南北約50kmに達する。このような壮年期の急峻な山々を対象に山岳修験が発達し、山名も「普賢」や「大日」など仏教に纏わるものが多い。尾根筋の吉野から熊野へ至る100kmにも及ぶ縦走路は大峯奥駈道と呼ばれ、紀伊山地の霊場と参詣道として2004年に世界遺産に登録された。

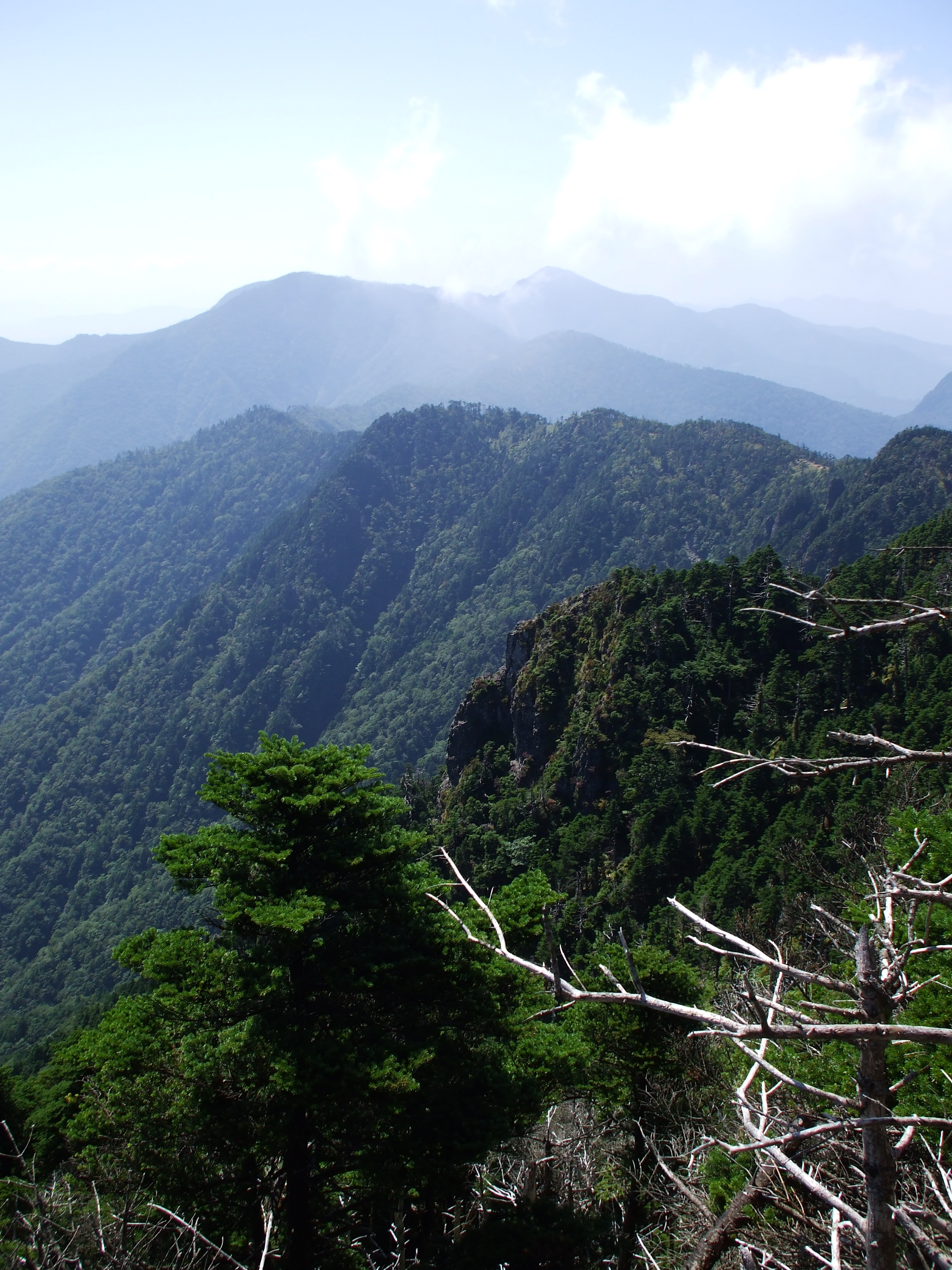
八経ヶ岳より釈迦ヶ岳方面を望む

地質的には西南日本外帯に属する。山上ヶ岳付近の大峰山脈北部は秩父帯に属し主にジュラ紀の付加体の水成岩である砂岩や泥岩から成り、八経ヶ岳周辺から玉置山までの中・南部は四万十帯に属し日高川帯に細分類され主に白亜紀の水成岩から成る。釈迦ヶ岳付近および山上ヶ岳西側は大峰酸性岩類に属する石英斑岩が貫入している。
夏季は雨量が多く、特に南部は日本有数の多雨地帯となっている。近畿北部の丹波高地よりも標高が高いため、冬季にはシベリア気団による季節風が吹きつけ、特に北部で積雪が多い。標高が高いため台高山脈と共に近畿地方としては最も冷涼な地域で、年平均気温は4℃から6℃程度と推定されている 。
山域の東側は1936年に吉野熊野国立公園に指定された。標高1,600mから1,700m以上の僅かな領域にはシラビソ、トウヒを中心とした亜高山帯針葉樹林、その下部の750mから1,700mはブナなどの落葉広葉樹林が分布する。弥山から仏生ヶ嶽の稜線沿いにはシラビソ・トウヒおよびブナの混合林も見られる。

## 主な山

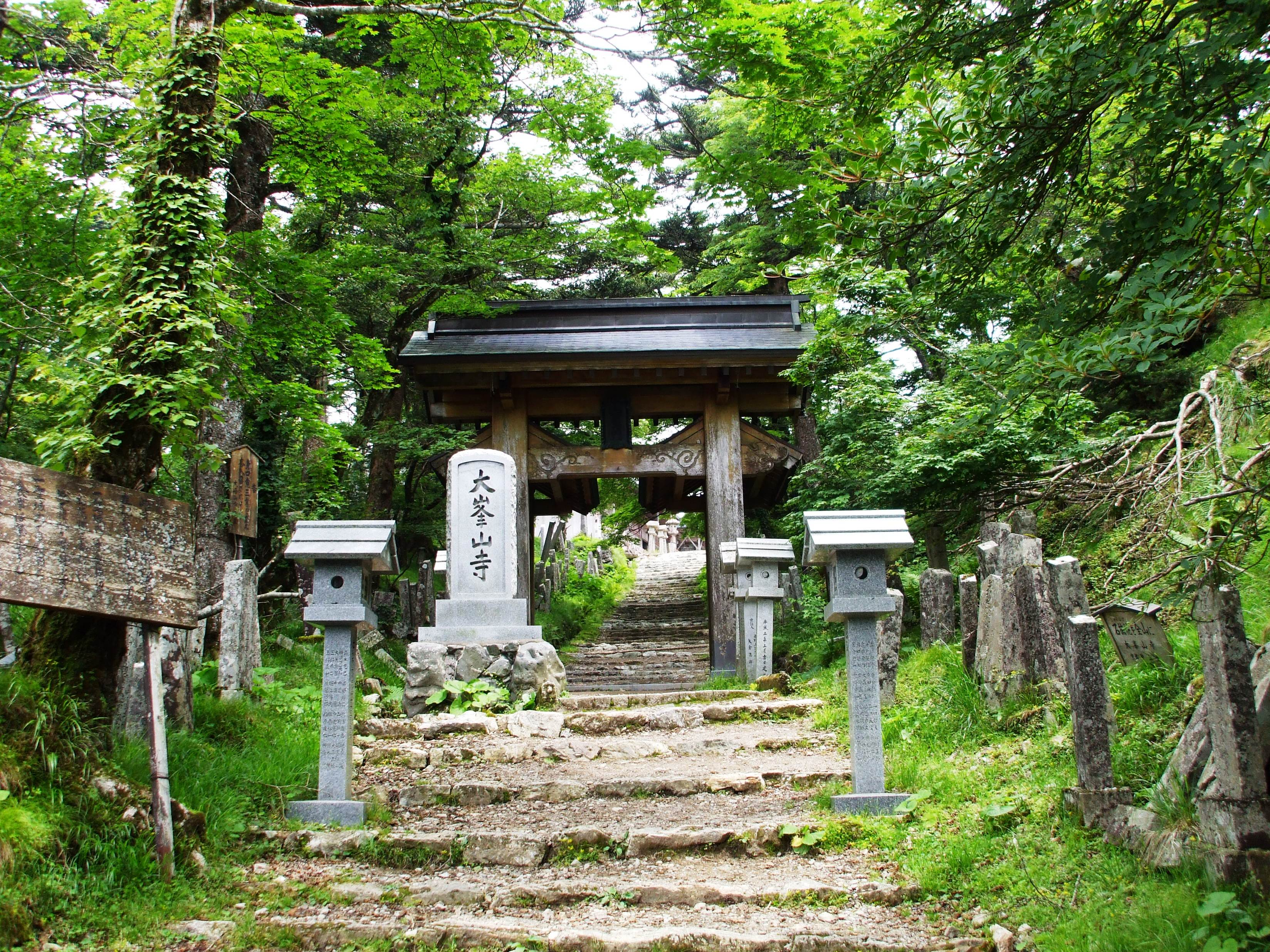
大峯山寺妙覚門
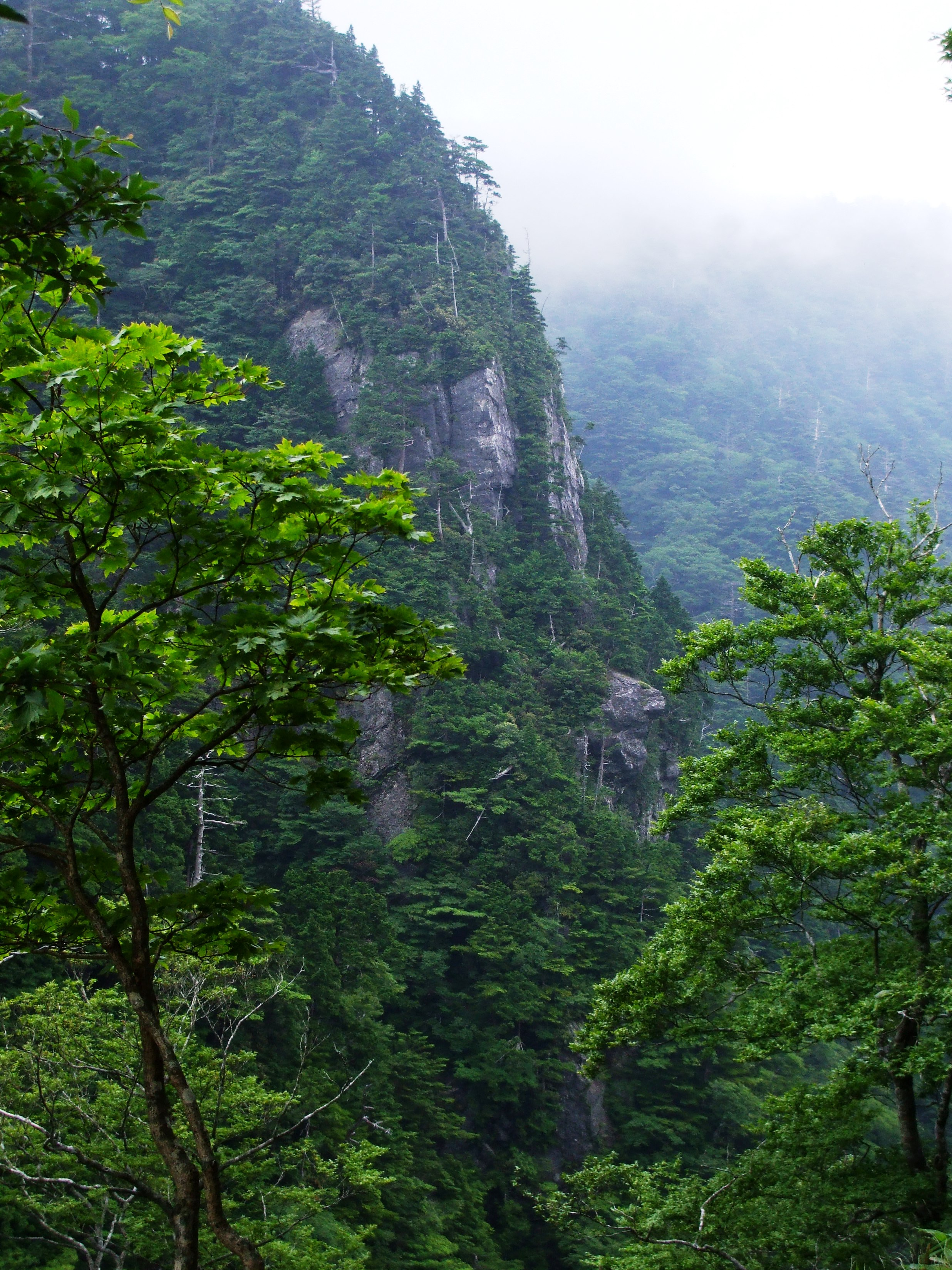
山上ケ岳岩壁
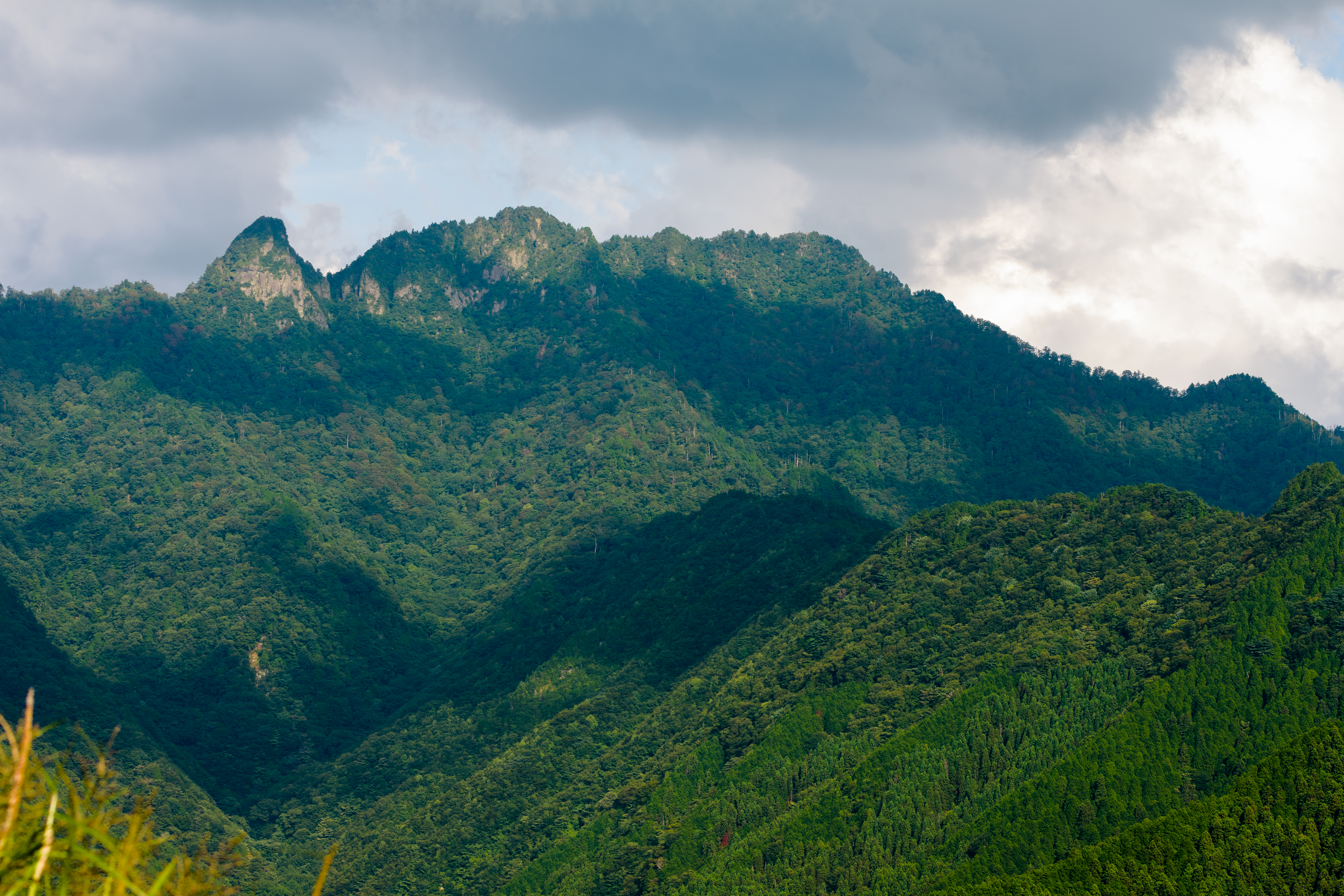
稲村ケ岳
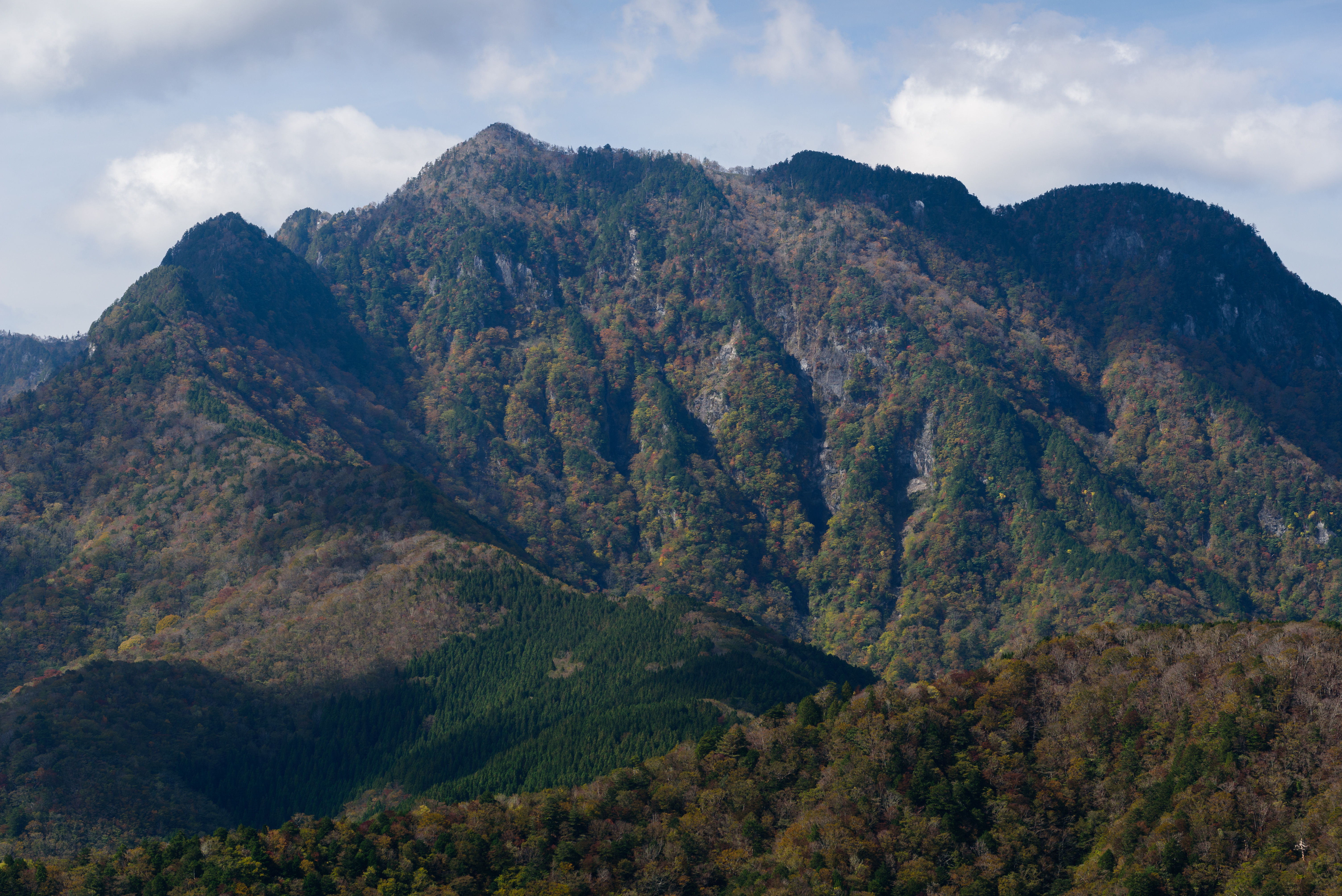
大普賢岳
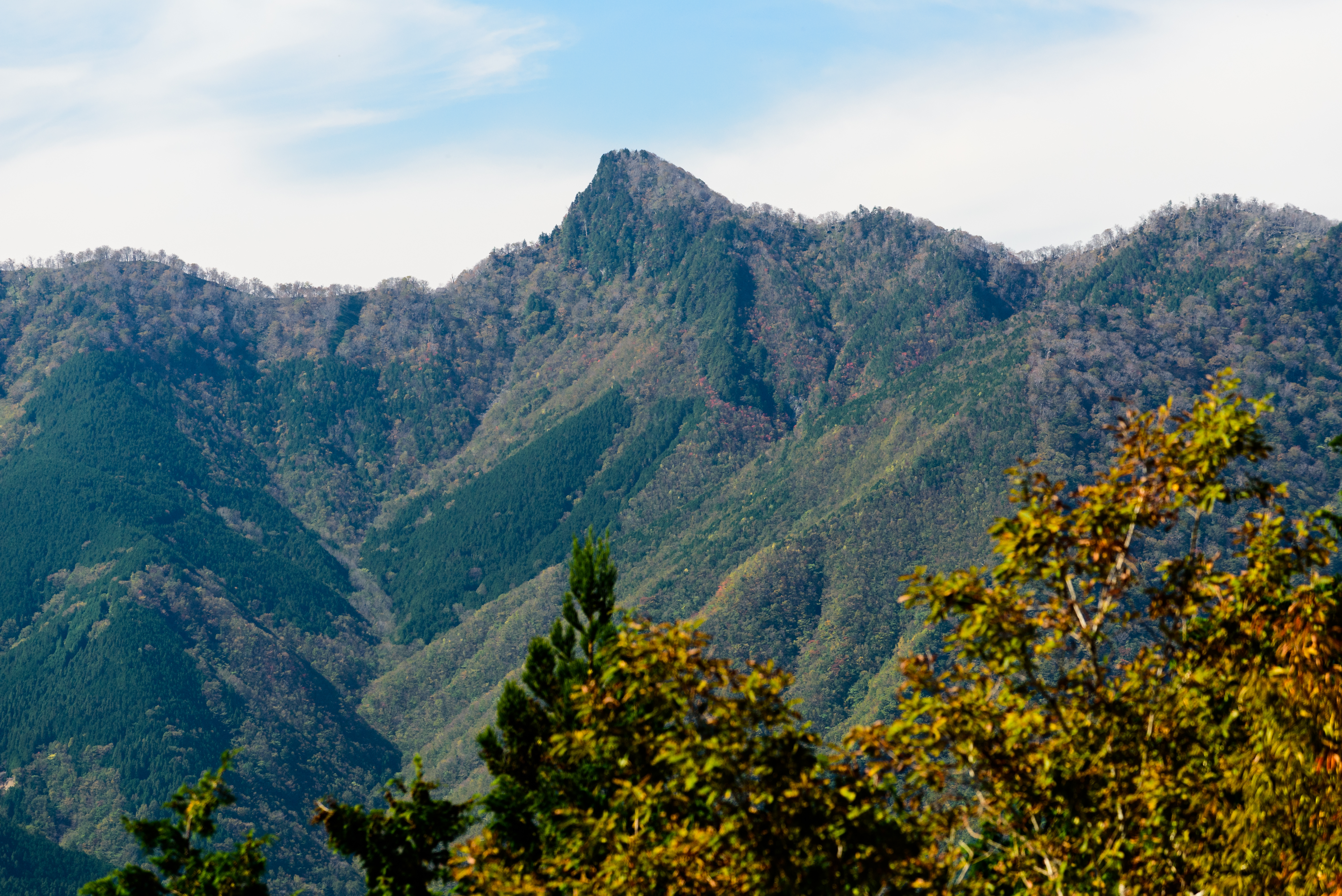
行者還岳
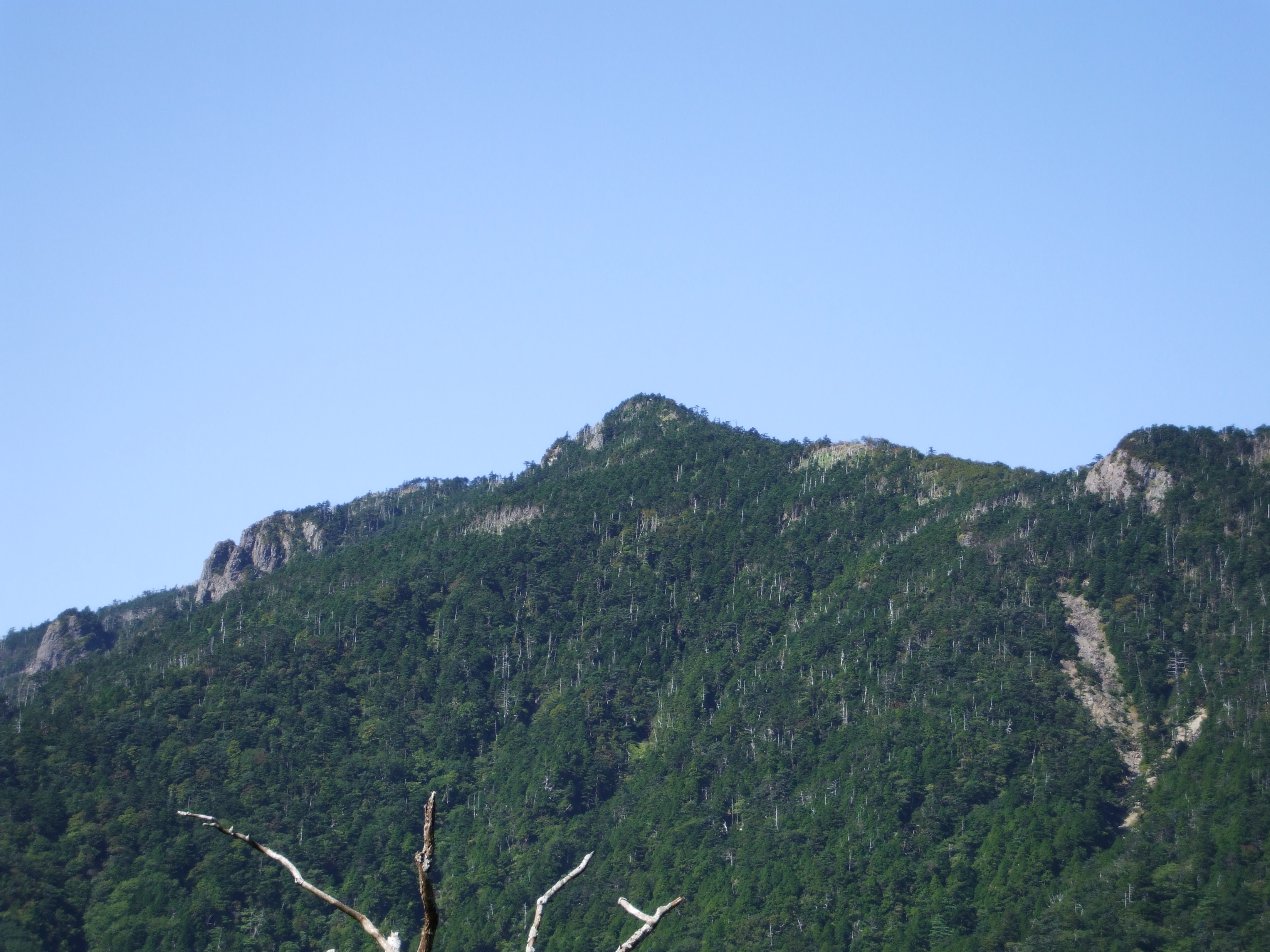
八経ヶ岳
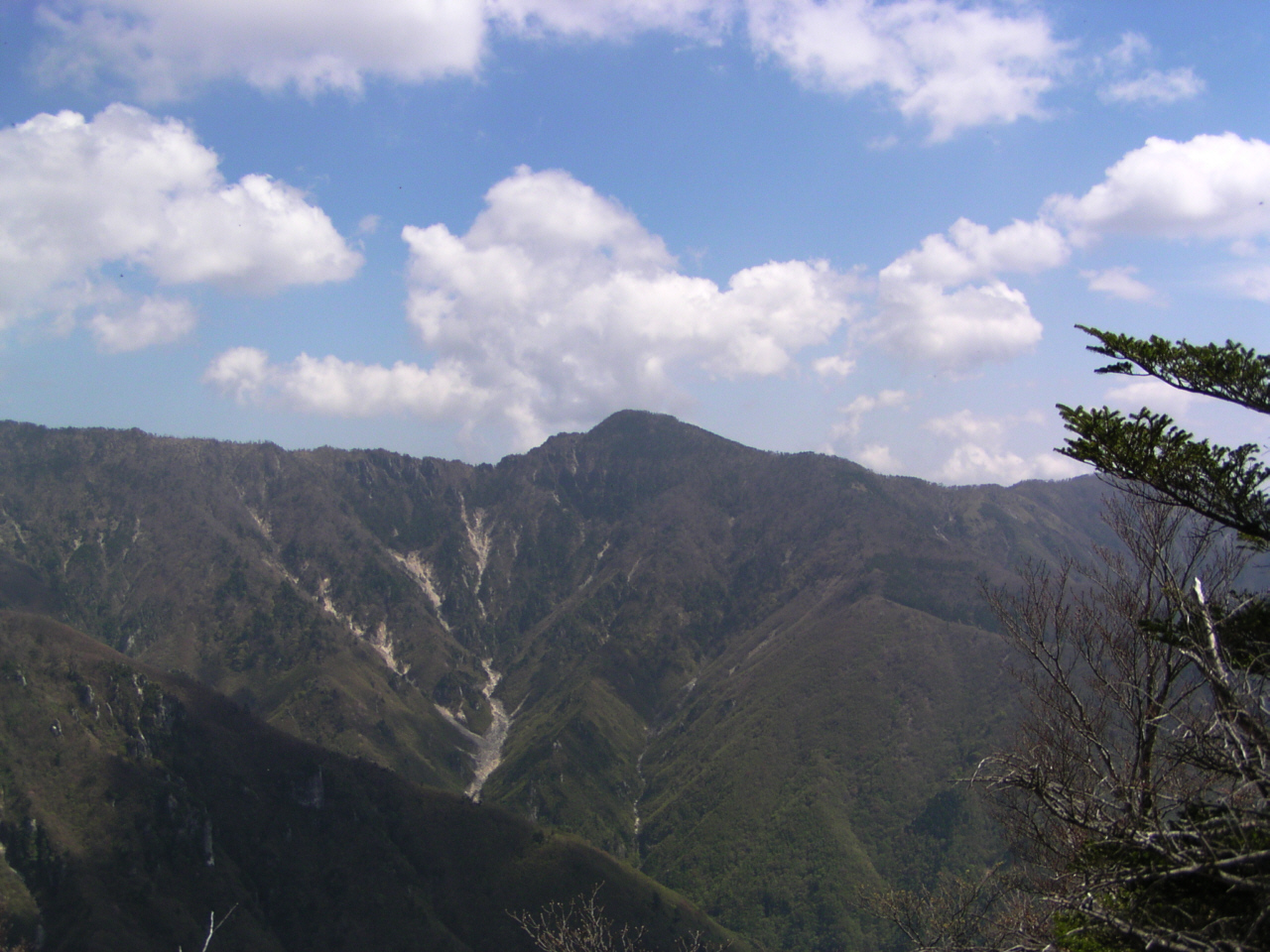
釈迦ヶ岳

```
　　　　　　　　　　　┃
　　　　　
百貝岳
━━
青根ヶ峰
　　　　　　　北
　　　　　　　　　　　┃　　　　　　　　　┃
　　　　　　　　　　
四寸岩山
　　　　　西━╋━東
　　　　　　　　　　　┃　　　　　　　　　┃
　　　　　　　　　
大天井ヶ岳
　　　　　　　南
　　　　　観音峯　　　┣━━━勝負塚山
　　　　　　┣━━━
山上ヶ岳

　　　　　
稲村ヶ岳
　　┃
　　　　　　　　　　
大普賢岳
━和佐又山
　　　　　鉄山　　　　┃　　　
　　　　　　┃　　　
行者還岳

　　　　　
弥山
━━━━┛
　　　　　　┃
　　　　　
八経ヶ岳

　　　　　　┃
頂仙岳━━明星ヶ岳
　　　　　　┃
七面山━━━┫
　　　　　仏生ヶ嶽
　　　　　　┃
　　　　　孔雀岳
　　　　　　┃
　　　　　
釈迦ヶ岳

　　　　　　┃
　　　　　大日岳
　　　　　　┃
　　　　　天狗山
　　　　　　┃
　　　　　地蔵岳
　　　　　　┃
中八人山━涅槃岳
　　　　　　┃
　　　　　行仙岳
　　　　　　┃
　　　　　笠捨山
　　　　　　┃
　　　　　地蔵岳
　　　　　　┃
　　　　　
玉置山
```

- 大峯山寺妙覚門
- 山上ケ岳岩壁
- 稲村ケ岳
- 大普賢岳
- 行者還岳
- 八経ヶ岳
- 釈迦ヶ岳